# Слайго
Сла́йго або Шлігях (ірл. Sligeach [ˈɕlʲɪɟəx], англ. Sligo [ˈslaɪɡoʊ]) — місто у північно-західній Ірландії, центр однойменного графства. Місто розташоване на березі Атлантичного океану. В Слайго є власний аеропорт.

## Історія
Ірландською назва міста Sligeach означає «мушлеподібне місце». Слайго оточують гори, найвищою з яких є Бен-Балбен. В місті є кілька промислових закладів, зокрема з виготовлення медичного обладнання та засобів харчування.
Важливість розташування Слайго в доісторичні часи демонструється великою кількістю стародавніх місць неподалік і навіть у межах міста.
Нормандському лицареві Морісу Фіцджеральду, юстиціару Ірландії, зазвичай приписують заснування середньовічного європейського міста та порту та будівництва замку Слайго в 1245 році. Літописці називають місто sraidbhaile «вуличне поселення», яке, імовірно, складався із замку та прибудованої оборонної вежі поблизу вулиці Куей.
Нормандській гегемонії, однак, не судилося довго тривати в Слайго. Просування нормандців було зупинено, після битви при Кредран Сілле в 1257 році біля Рос-Сейте між Годфрі О'Доннеллом, лордом Тірконнелла і Морісом Фіцджеральдом.
Місто унікальне в Ірландії тим, що це єдине ірландське місто, засноване норманами, яке майже безперервно перебувало під корінним ірландським контролем протягом середньовіччя. Місто стало адміністративним центром конфедерації О'Конор Слайго (O'Conchobar Sligigh).
Великий голод між 1847 і 1851 роками змусив понад 30 000 людей емігрувати через порт Слайго. На набережній, що виходить на річку Гаравог, встановлено литий бронзовий меморіал емігрантам.

## Культура
Зі Слайго походять троє учасників гурту Westlife: Шейн Файлан, Кіан Іган, Марк Фігілі.
В місті розташований музей, відомий як «червоний дім», присвячений пам'яті братів Єйтсів. Один із братів був художником, а інший — Вільям Батлер Єйтс, лауреат Нобелівської премії з літератури 1923 року.
У місті базується футбольний клуб Слайго Роверс, що виступає у Прем'єр-дивізіоні. Клуб є кооперативною власністю міської громади Слайго.

## Освіта
У Слайго є п'ять середніх шкіл. Це дві школи для дівчат, одна для хлопчиків і дві змішані. Також є кампус Атлантичного технологічного університету, що розташований на Еш-Лейн. Університет був утворений у 2022 році шляхом злиття: Технологічного інституту Слайго; Технологічного інституту Голвея-Майо і Технологічного інституту Леттеркенні.

## Галерея

Визначні місця Слайго
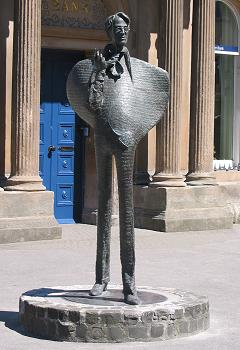
Статуя перед Ольстерським банком
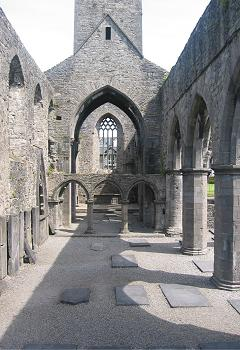
Абатство Слайго
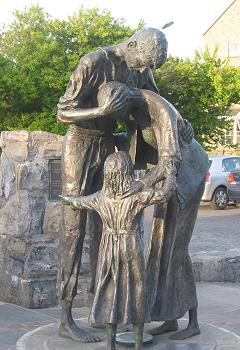
Пам'ятник жертвам голоду
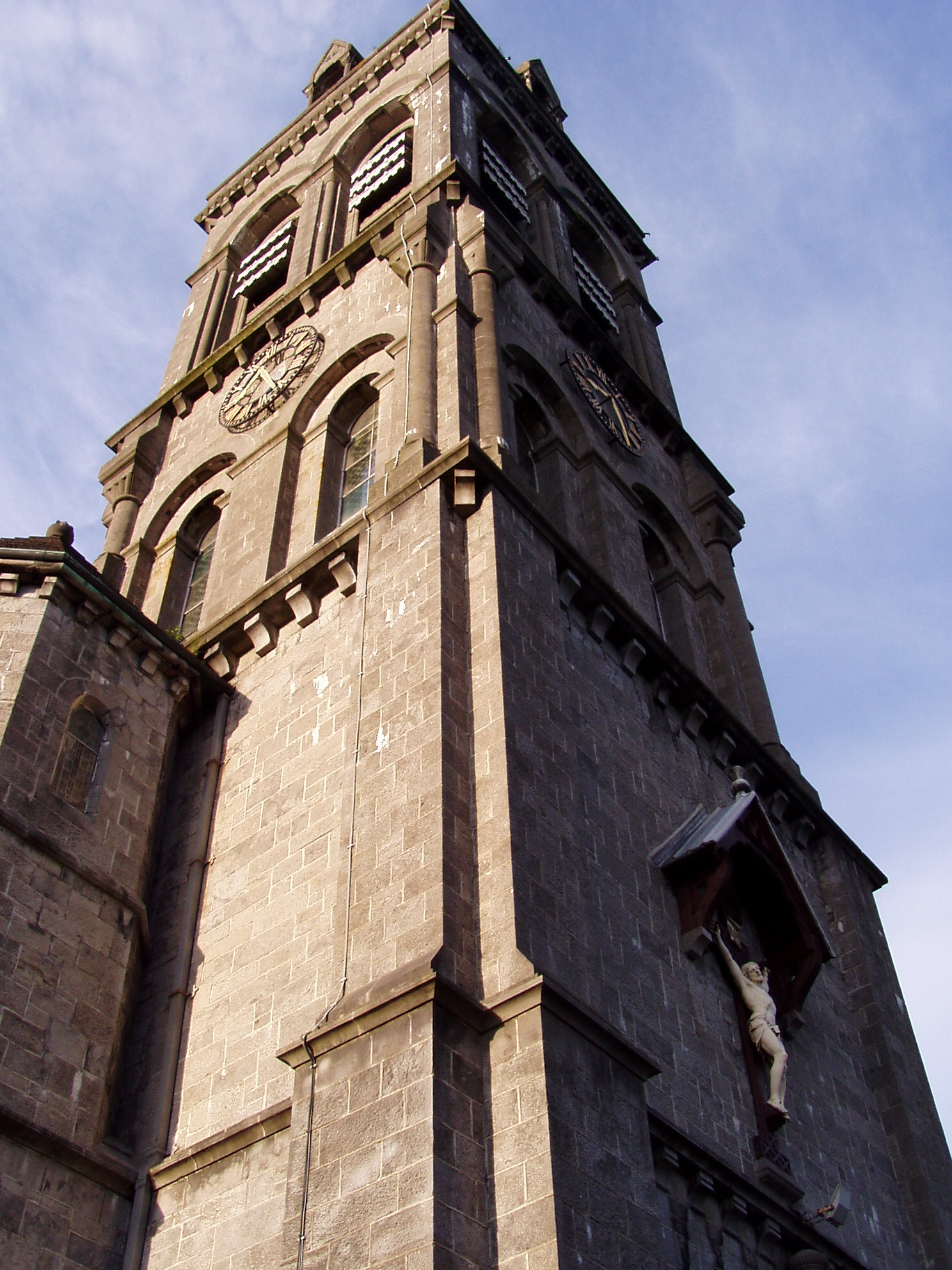
Дзвіниця римсько-католицького собору
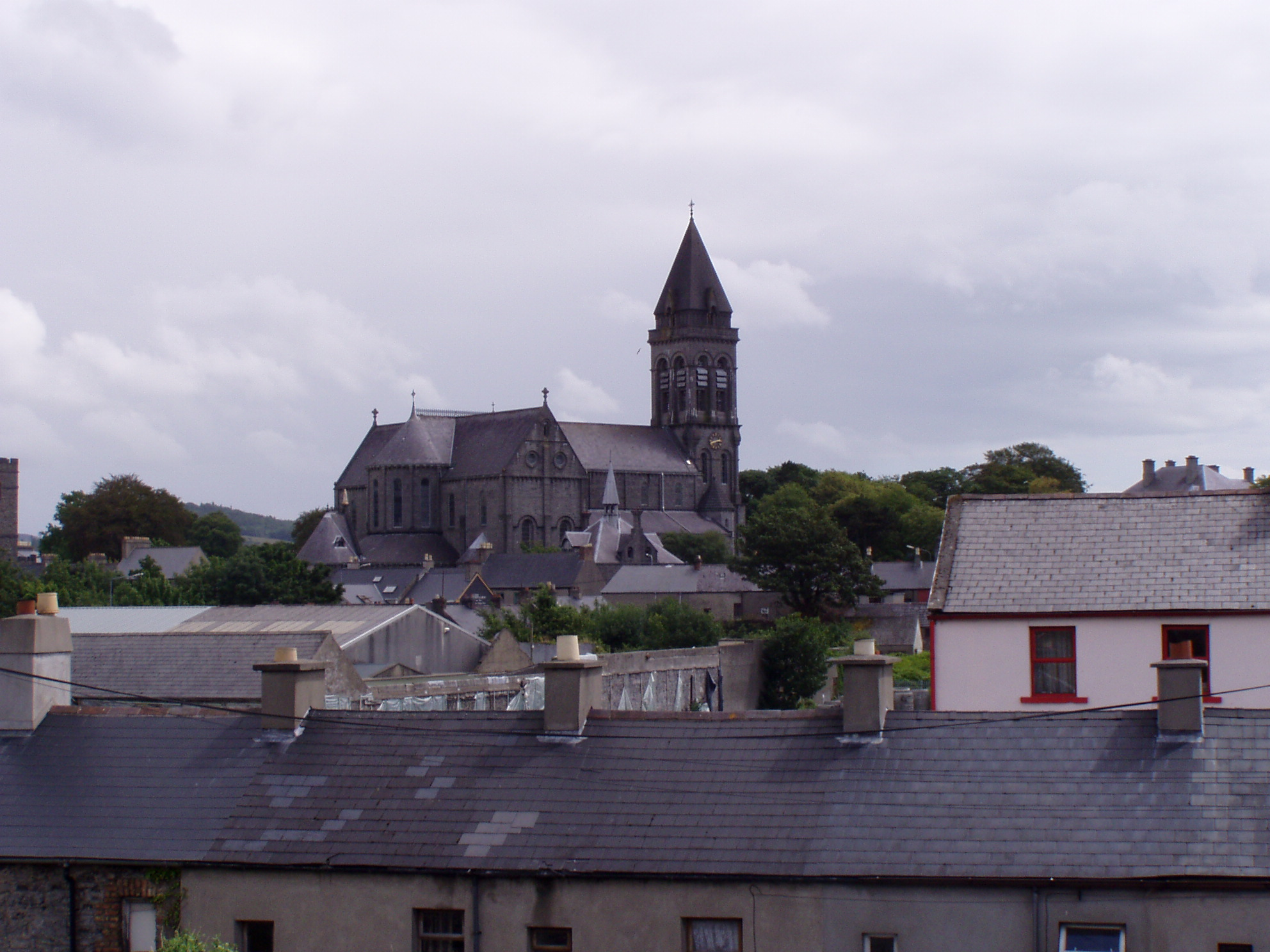
Римсько-католицький собор
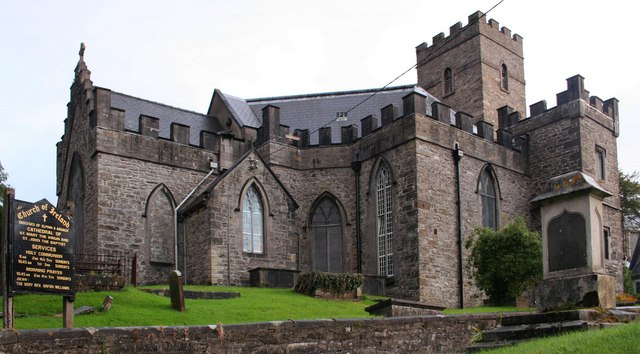
Собор Івана Хрестителя в Слайго, Ірландська церква
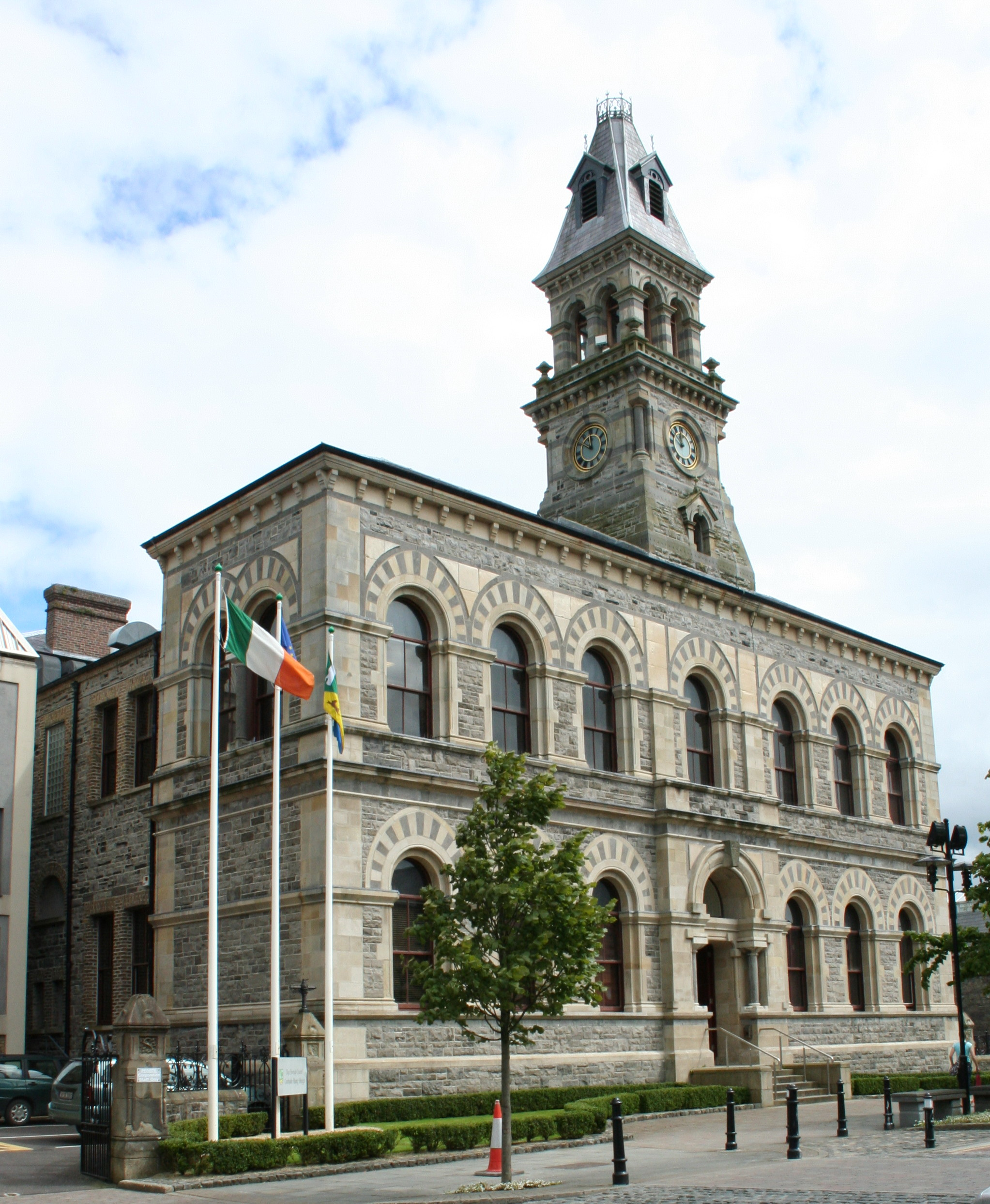
Міська рада
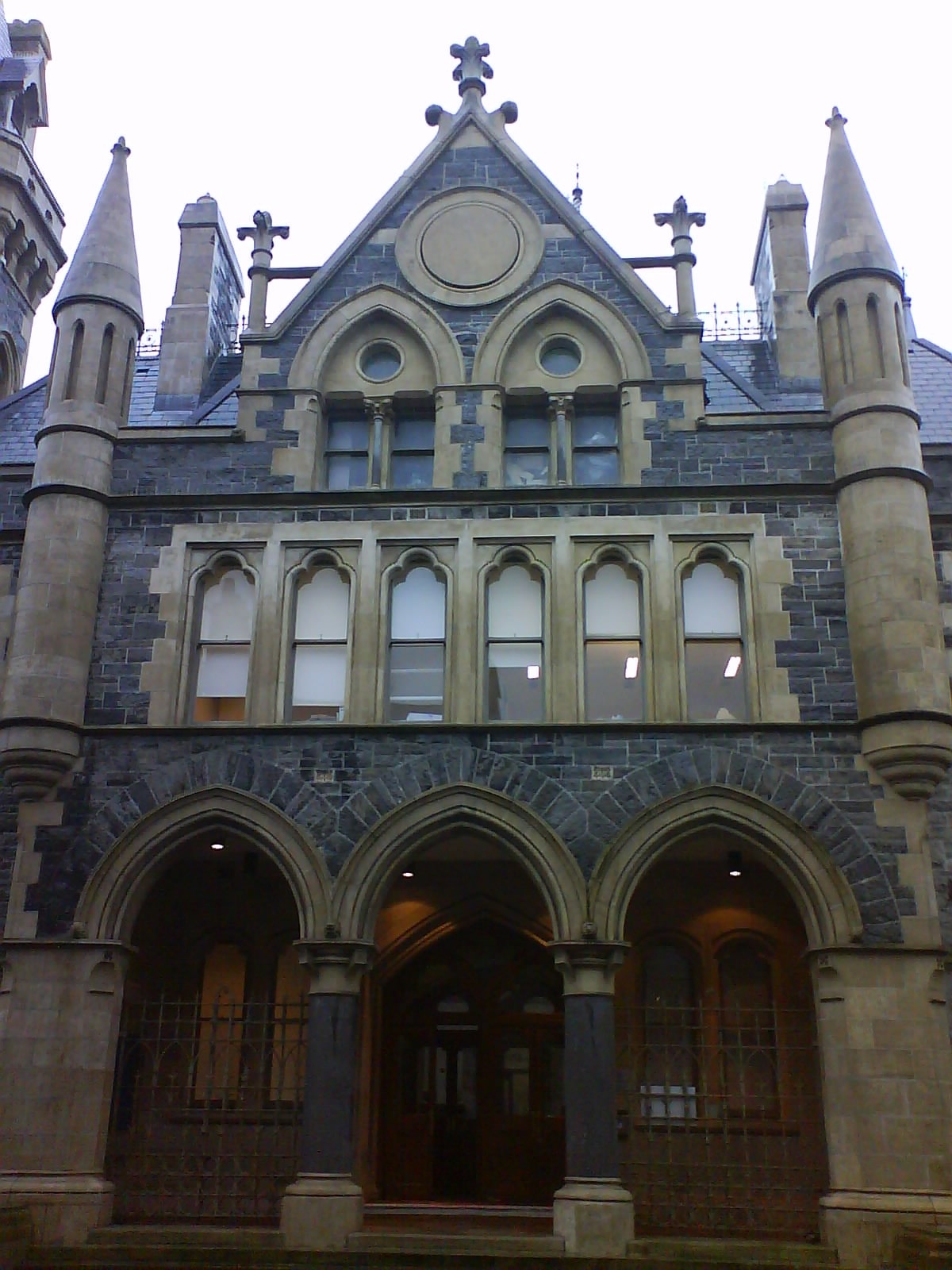
Будинок суду
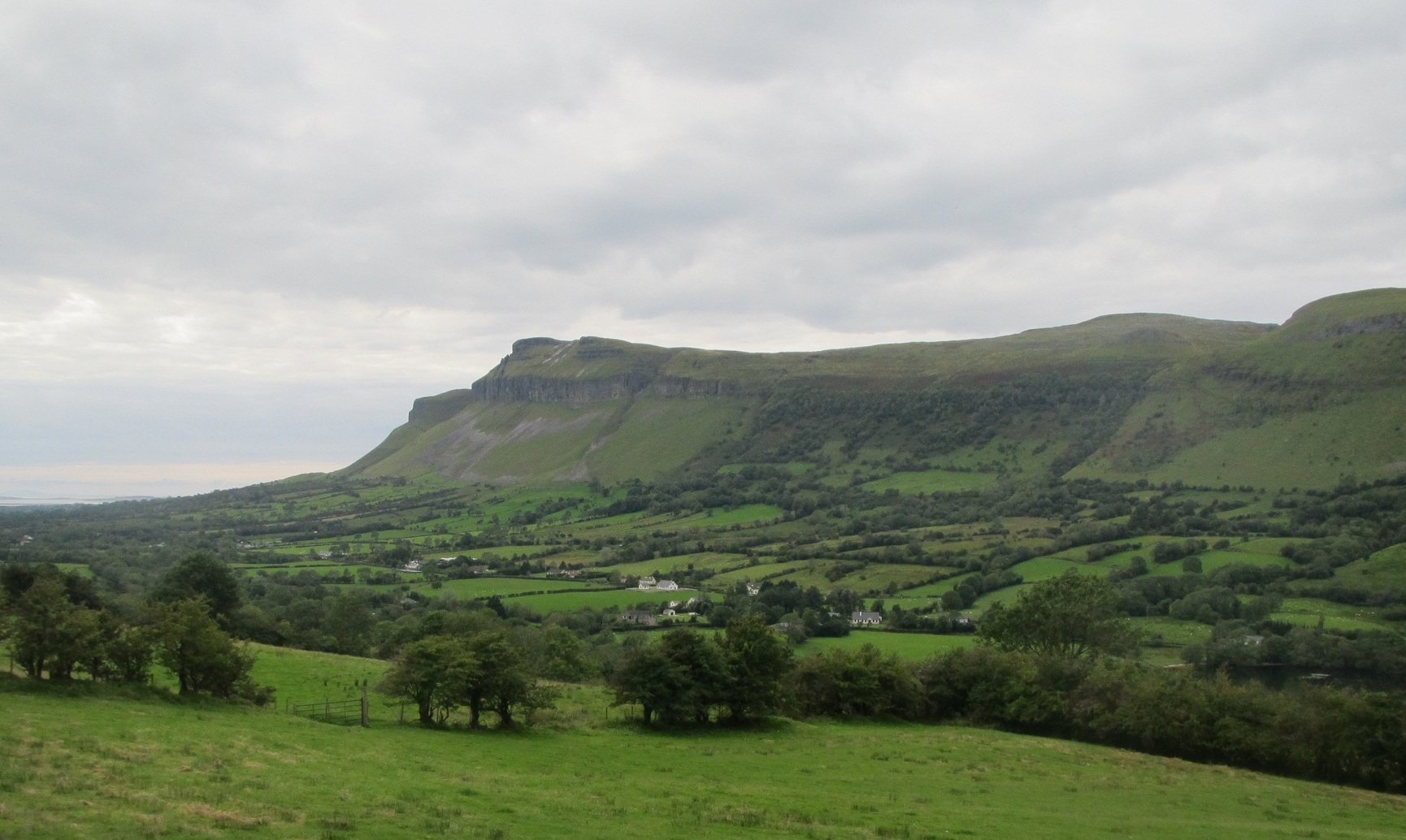
Гора Бенбулбен біля Слайго
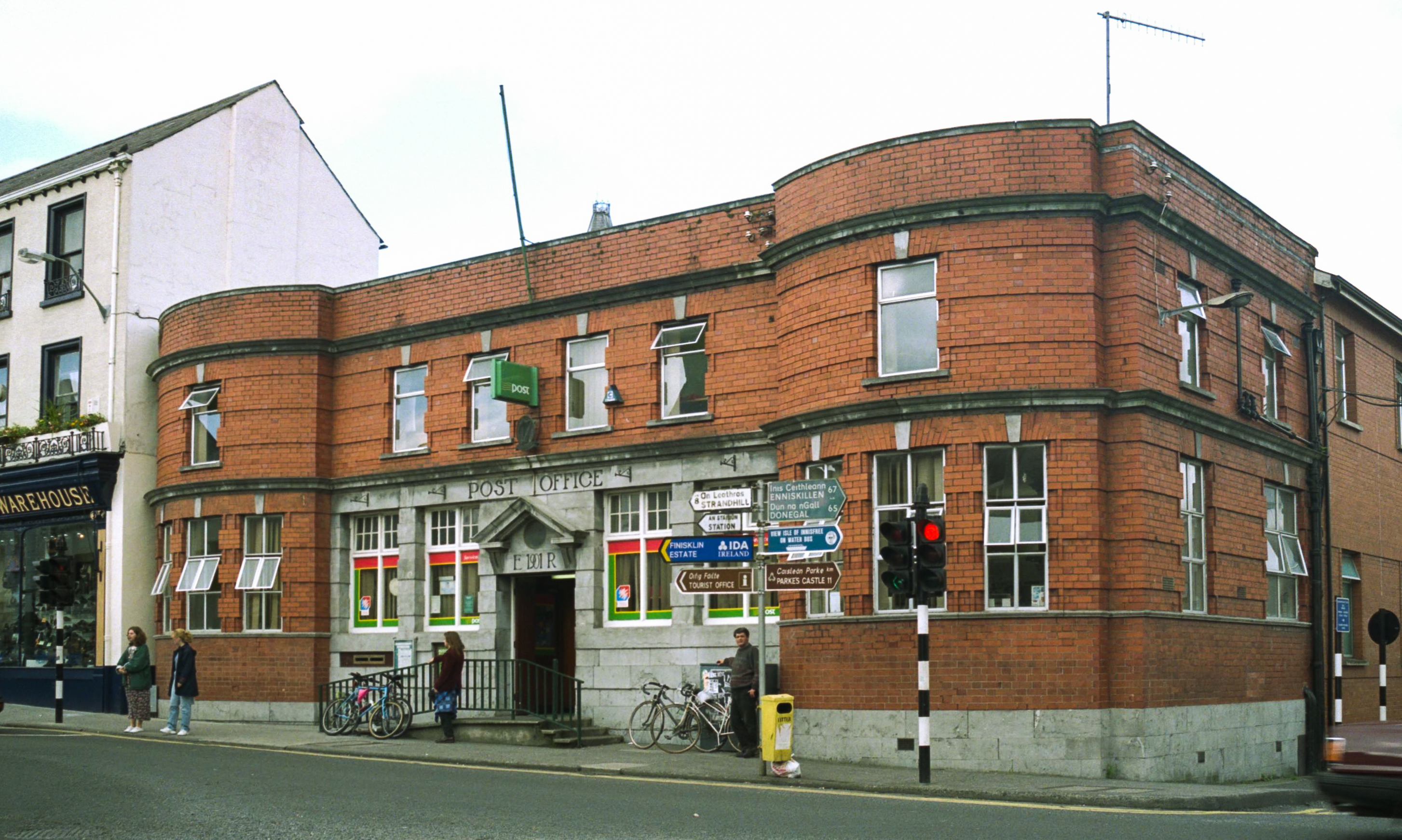
Поштове відділення (1996)